# 하명희
하명희는 대한민국의 텔레비전 드라마 작가이다.

## 집필 작품
- 《베스트극장 - 아버지의 자리》 (MBC, 1994년 9월 9일) - 데뷔작, 공모 입선작
- 《베스트극장 - 가장 슬픈 자세》 (MBC, 1994년 11월 25일)
- 《베스트극장 - 자유선언》 (MBC, 1995년 3월 17일)
- 《베스트극장 - 제부도》 (MBC, 1995년 4월 28일)
- 《베스트극장 - 봄을 탄다》 (MBC, 1995년 5월 19일)
- 《베스트극장 - 기억 저편의 그늘》 (MBC, 1996년 5월 17일)
- 《스타트》 (KBS, 1996년 10월 5일 ~ 1997년 10월 7일)[1]
- 《사랑의 조건》 (MBC, 1997년 3월 1일)
- 《베스트극장 - 사랑에 관한 아홉 가지 미신》 (MBC, 1998년 3월 27일)
- 《베스트극장 - 하마》 (MBC, 1998년 6월 12일)
- 《종합병원》 (KBS, 1995년 10월 8일 ~ 1996년 3월 3일 (74~92회))
- 《부부클리닉 사랑과 전쟁》 (KBS, 1999년 10월 22일 ~ 2009년 4월 17일)[1]
- 《우리가 결혼할 수 있을까》 (JTBC, 2012년 10월 29일 ~ 2013년 1월 1일)
- 《따뜻한 말 한마디》 (SBS, 2013년 12월 2일 ~ 2014년 2월 24일)
- 《상류사회》 (SBS, 2015년 6월 8일 ~ 2015년 7월 28일)
- 《닥터스》 (SBS, 2016년 6월 20일 ~ 2016년 8월 23일)
- 《사랑의 온도》 (SBS, 2017년 9월 18일 ~ 2017년 11월 21일)
- 《청춘기록》 (tvN, 2020년 9월 7일 ~ 2020년 10월 27일)
- 《현재는 아름다워》 (KBS2, 2022년 4월 2일 ~ 2022년 9월 18일)

## 도서
- 《우리가 결혼할 수 있을까 1 ·2》 (북로드, 2013년 9월 30일)
- 《착한 스프는 전화를 받지 않는다》 (북로드, 2014년 1월 10일)
- 《따뜻하게 다정하게, 가까이》 (시공사, 2014년 10월 28일)
- 《사랑의 온도》 (북로드, 2017년 9월 18일)
- 《사랑의 온도 1 ·2》 (알에이치코리아, 2017년 12월 28일)

## 수상 및 후보
| 연도 | 시상식               | 부문                    | 작품                    | 결과 |
| ---- | -------------------- | ----------------------- | ----------------------- | ---- |
| 2013 | 제49회 백상예술대상  | TV부문 극본상           | 우리가 결혼할 수 있을까 | 후보 |
| 2014 | 제50회 백상예술대상  | TV부문 극본상           | 따뜻한 말 한마디        | 후보 |
| 2016 | 대한민국 콘텐츠 대상 | 문화체육관광부장관 표창 | 닥터스                  | 수상 |
| 2021 | 제57회 백상예술대상  | TV부문 극본상           | 청춘기록                | 후보 |